# Župetinci
Župetinci so naselje v Občini Cerkvenjak.